# Старгард (гмина)
Старгард-Щециньская гмина (пол. Stargard Szczeciński) — сельская гмина (волость) в Польше, входит как административная единица в Старгардский повет, Западно-Поморское воеводство. Население — 11 259 человек (на 2005 год).